# Tybalmia pixe
Tybalmia pixe là một loài bọ cánh cứng trong họ Cerambycidae.